# Nostická majorátní knihovna
Nostická majorátní knihovna (oficiálním názvem Majorátní knihovna hrabat z Nostic a Rienecka), nacházející se v prostorách Nostického paláce na malostranském Maltézském náměstí, je jednou ze dvou posledních pražských palácových interiérových knihoven (tou druhou je Knihovna knížat Kinských na Staroměstském náměstí). Nostická knihovna představuje jedinečný knihovní celek dokladující vznik, podobu, strukturu a jeden z možných způsobů uspořádání a uložení někdejších pražských palácových knihoven, z nichž se většina nedochovala na svém původním místě.

## Historie

### Počátky knihovny a její založení
Nostickou knihovnu začal budovat Jan Hartvík z Nostic (1610–1683), zakladatel rienecké větve rodu a stavitel Nostického paláce, jehož stavba byla finálně dokončena roku 1676. Myšlenku na vybudování knihovny měl Jan Hartvík již v 60. letech 17. století, kdy probíhala výstavba paláce. Roku 1664 v rámci architektonického projektu vyhradil dvě místnosti pro svou nově zakládanou knižní rodovou sbírku. Základem nově založené knihovny bylo přibližně 5000 svazků bývalé zámecké knihovny ve slezském Javoru nevlastního bratra Jana Hartvíka, Otty mladšího z Nostic (1608–1665), jenž zemřel v listopadu 1665. Sbírku knih Otty z Nostic, v níž byly zastoupeny i rukopisy z 12. století, prvotisky z let 1471–1500 a tisky do roku 1662, doplnil Jan Hartvík ještě svými knihami a ustanovil ji jako knihovnu svěřenskou. Knihovna Otty mladšího z Nostic, kterou Jan Hartvík zakoupil roku 1670, se stala základním kamenem a jádrem nově vznikající majorátní bibliotéky. Jan Hartvík se také významně zasloužil o její rozšíření a tři roky před svou smrtí dal vyhotovit knihovní katalog.J. Hartvík vybavil knihovnu i klasicistním mobiliářem, který se dochoval do dnešních dnů a patří k významným památkám české knihovní architektury.

### Knihovna za života Františka Antonína Nostice
Základní, ovšem velmi cenný knihovní fond sestávající z oborů jako např. historie, zeměpis, astronomie, přírodní vědy a umění, rozmnožili s přihlédnutím k vycházející soudobé literatuře po smrti Jana Hartvíka nejprve jeho syn Antonín Jan Nostic (1652–1736), dále František Václav Nostic (1697–1765) a zejména František Antonín Nostic-Rieneck (1725–1794). Nostickou knihovnu za života Františka Antonína spravovali dva významní čeští učenci a historici, František Martin Pelcl (1734–1801) a Jaroslav Schaller (1738–1809), kteří působili v rodině Františka Antonína Nostice jako vychovatelé jeho synů. Společnými silami Pelcla a Schallera došlo k novému uspořádání knihovny a jednotlivé knihy byly označeny lístky s grafickým heraldickým ex libris. Pelclovou zásluhou byl navíc sepsán i katalog knihovny, který je seřazen alfabeticky dle oborů, eviduje celkem 8 824 svazků, a jehož čistopis zhotovený J. Schallerem se dochoval v nostickém fondu do dnešních dnů. Vedle F. M. Pelcla a J. Schallera působil v prostředí Nostické knihovny ještě Josef Dobrovský (1753–1829), jenž hraběcí syny učil mezi lety 1776–1787 matematiku a filozofii, přičemž vedle této činnosti mu bylo bohatství Nostické knihovny cenným zdrojem pro vlastní vědeckou práci. J. Dobrovský byl v prostředí knihovny činný i po smrti Pelcla a Schallera a v roce 1819 dokonce pomáhal při určení jejího finančního odhadu pro svěřenský převod jmění. Právě díky působení trojice osvícenců (Pelcl, Schaller, Dobrovský) se Nostická knihovna stala ve druhé polovině 18. století ryze privátním fondem, který skrze práci učenců vydával své poklady širší vzdělané veřejnosti a zároveň svými bohatými sbírkami tuto práci umožnil a podporoval.

### Osudy knihovny v 19. a 20. století
V průběhu 19. století přestal být knižní fond Nostické knihovny dále rozšiřován a stal se uzavřeným knihovním souborem. Knihy z té doby, ale i z doby pozdější daly vzniknout knihovně na zámku v Měšicích, která obsahuje v drtivé většině právě literaturu z 19. a 20. století. Během trvání druhé světové války byla Nostická knihovna z obavy před bombardováním Prahy odvezena na zámeček v Jindřichovicích u Sokolova, který tam dal vystavět František Antonín Nostic roku 1779. Po skončení 2. sv. války přešla knihovna jako konfiskát do vlastnictví státu a po dalších několik let spadala její administrativa pod státní památkovou správu, než byla roku 1954 předána Národnímu muzeu. V roce 1991 byla knihovna prohlášena za kulturní památku.

### Knihovna v 21. století
V letech 2000–2003 došlo k celkové interiérové i exteriérové rekonstrukci Nostického paláce, která se nevyhnula ani prostorám Majorátní knihovny hrabat z Nostic a Rienecka. Při rekonstrukci knihovních sálů byly odhaleny části původní stropní a nástěnné výzdoby. Na stropě prvního sálu knihovny byly odkryty nástěnné malby do suché omítky (secco) s motivem puttů s drapériemi.
V současnosti je knihovna ve správě Oddělení rukopisů a starých tisků Knihovny Národního muzea. Nostickou knihovnu spravuje zejména PhDr. Richard Šípek, Ph.D., jenž na ni směřuje i svůj badatelský zájem.

## Knihovní fond
Vlastní knihovní fond Nostické knihovny tvoří přibližně 14 000 svazků, z toho je 92 prvotisků a 227 rukopisů, k nimž byl nadlouho jako k jediné části fondu k dispozici tištěný katalog vypracovaný počátkem 20. století Josefem Vítězslavem Šimákem (1870–1941). Největší část fondu z hlediska oborového rozdělení tvoří teologická literatura, právní literatura, historie, lékařství, geografie a přírodní vědy, v jejichž rámci je nejpočetněji zastoupena astronomická literatura.
Jádro knihovny tvoří jazykově německá literatura, která svým uložením ukazuje na zájem rodu o dějiny a soudobou politiku. Významnou součást této jazykově německé sbírky tvoří knihy dokladující dějiny první poloviny 17. století, české stavovské povstání a období třicetileté války. Své místo v rámci jazykově německé literatury zaujímá i 1088 bohemik, z toho 860 jazykově německých, která pocházejí převážně ze 17.–18. století a vztahují se většinou k dějinám českých zemí, především k bělohorským událostem a dějinám třicetileté války.
Nostický knižní fond je však jedinečný především pro svou rozsáhlou sbírku sileziak v počtu 860 titulů, z čehož velká část je jazykově německých (celkem 640). Jedná se o regionální soubor literatury ze 17. a 18. století, v němž je nejvíce zastoupena náboženská literatura, medicína, školní řády gymnázií a dalších škol. Významnou část sileziak tvoří rovněž vědecká literatura (numismatika, dějiny umění, historie, přírodní vědy a ekonomie). V rámci historie to jsou díla k dějinám Slezska, především k vévodství svídnickému a javorskému a k dějinám města Vratislavi. Dále jsou v Nostické knihovně uloženy také zřízení slezských měst, zemská privilegia a topografické popisy.
Pozoruhodným faktem je, že hrabata z Nostic měla až do 19. století v držení vzácně iluminovanou 42řádkovou Gutenbergovu bibli z roku 1455, ve dvou pergamenových svazcích, která se ovšem v průběhu 19. století (od 70. let 18. století o nostickém exempláři mizí v knihovně jakékoliv stopy) z Nostické knihovny vytratila. Nostická Gutenbergova bible nakonec skončila roku 1911 v Huntington Library v americkém San Marinu, kdy ji v aukci získal za 50 000 dolarů americký průmyslník a milionář Henry E. Huntington. V Huntington Library v San Marinu je Gutenbergova bible uložena dodnes. Dalším významným dílem, které měla hrabata z Nostic ve své knihovně, byl autograf díla Mikuláše Koperníka (1473–1543) De revolutionibus orbium coelestium s vlastnickými přípisky Jana Amose Komenského (1592–1670), který v roce 1956 přešel jako státní dar do vlastnictví Jagellonské knihovny v Krakově.